# 五福 (愛色尼派)
五福是在公元前2世紀到公元1世紀流傳的猶太教愛色尼派所提倡的額外戒命，指人若要得到天上福份所需要遵行五條戒命。後世《聖經》研究學者相信，這五福在當時社會非常流行，所以有人拿來問耶穌，而耶穌亦因此提出了從正面思想出發的八福。
至於耶穌提出這八福的因由，其中一個理解，是耶穌不希望當時的信徒學法利賽人一樣，因為額外的戒命緣故，使原來天父頒佈的十誡反而被遺忘了。